# Papilio deiphobus
Espèce
Papilio deiphobus est une espèce de lépidoptères (papillons) de la famille des Papilionidae. L'espèce vit en Indonésie et aux Philippines. 

## Description
Papilio deiphobus peut atteindre 15 cm d'envergure. Il y a un net dimorphisme sexuel. 
Chez le mâle les ailes sont noires à l'avers, avec des écailles plus bleuâtres entre les veines dans la partie submarginale. Les ailes postérieures portent parfois des queues en forme de spatule et ont parfois une macule rouge marquée d'un point noir dans l'angle tornal. 
Au revers les ailes sont noires. Les ailes antérieures sont similaires à l'avers mais portent du rouge à la base. Les ailes postérieures ont du rouge à la basesont jaune, rose ou rouge (selon les individus) dans la partie submarginale, avec une série de macules noires.
Chez la femelle les ailes antérieures sont grisâtres à l'avers, avec des veines et des marges noires et des traits noirs dans les espaces interveineux. Les ailes antérieures sont également plus foncées à la base et portent un trait jaune, rose ou rouge à la base près de la marge supérieure de l'aile. Les ailes postérieures sont noires et portent parfois des queues noires en forme de spatule. Elles ont une large macule blanche aux contours indécis qui rejoint une partie submarginale jaune, rose ou rouge. La partie submarginale porte des macules noires allongées dans les espaces intraveineux. 
Au revers les ailes antérieures sont identiques à l'avers. Les ailes postérieures sont similaires mais la partie colorées submarginale est plus large, et il y souvent du rouge à la base.
Chez les deux sexes le corps est noir.

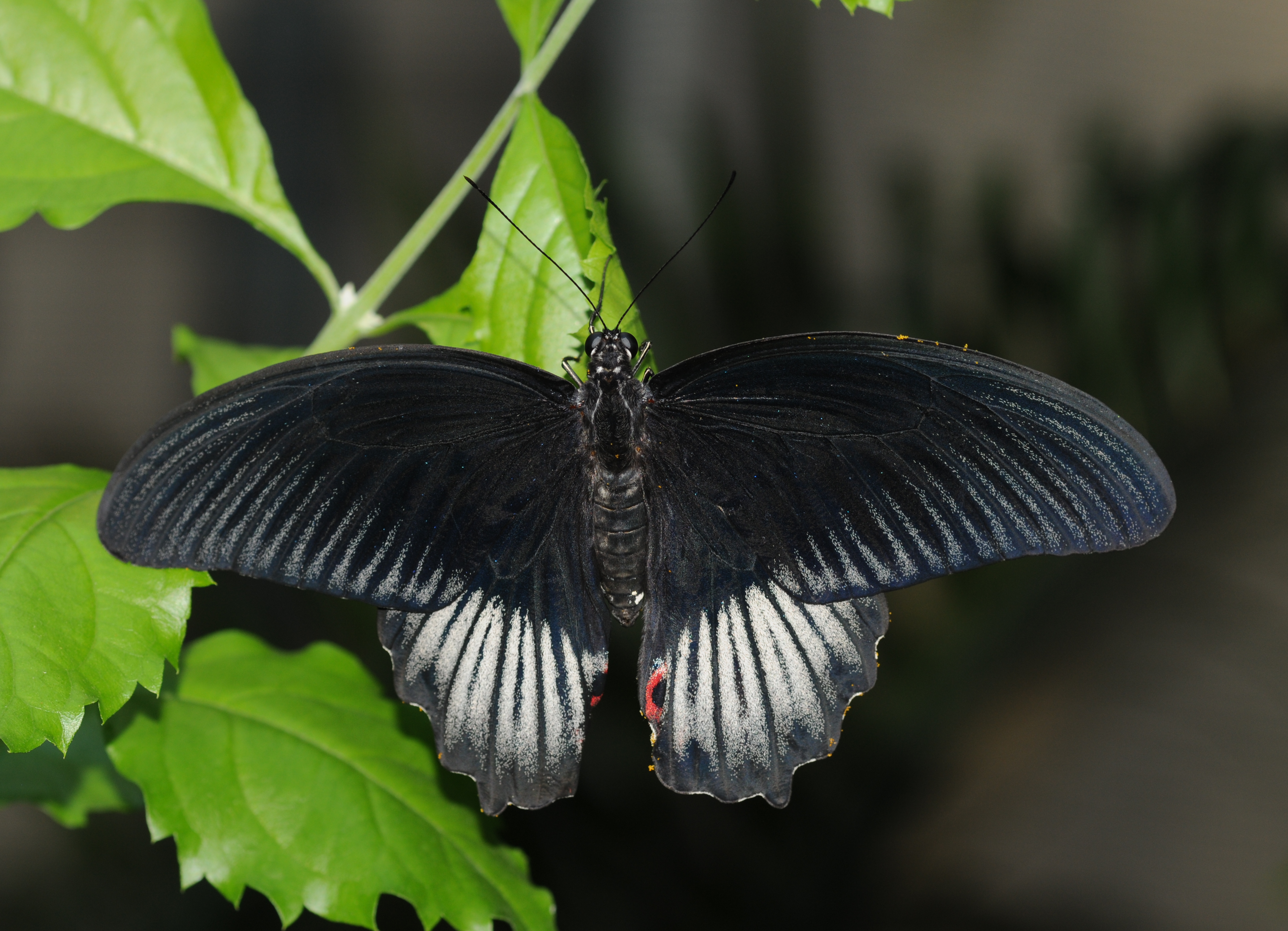
Papilio deiphobus mâle
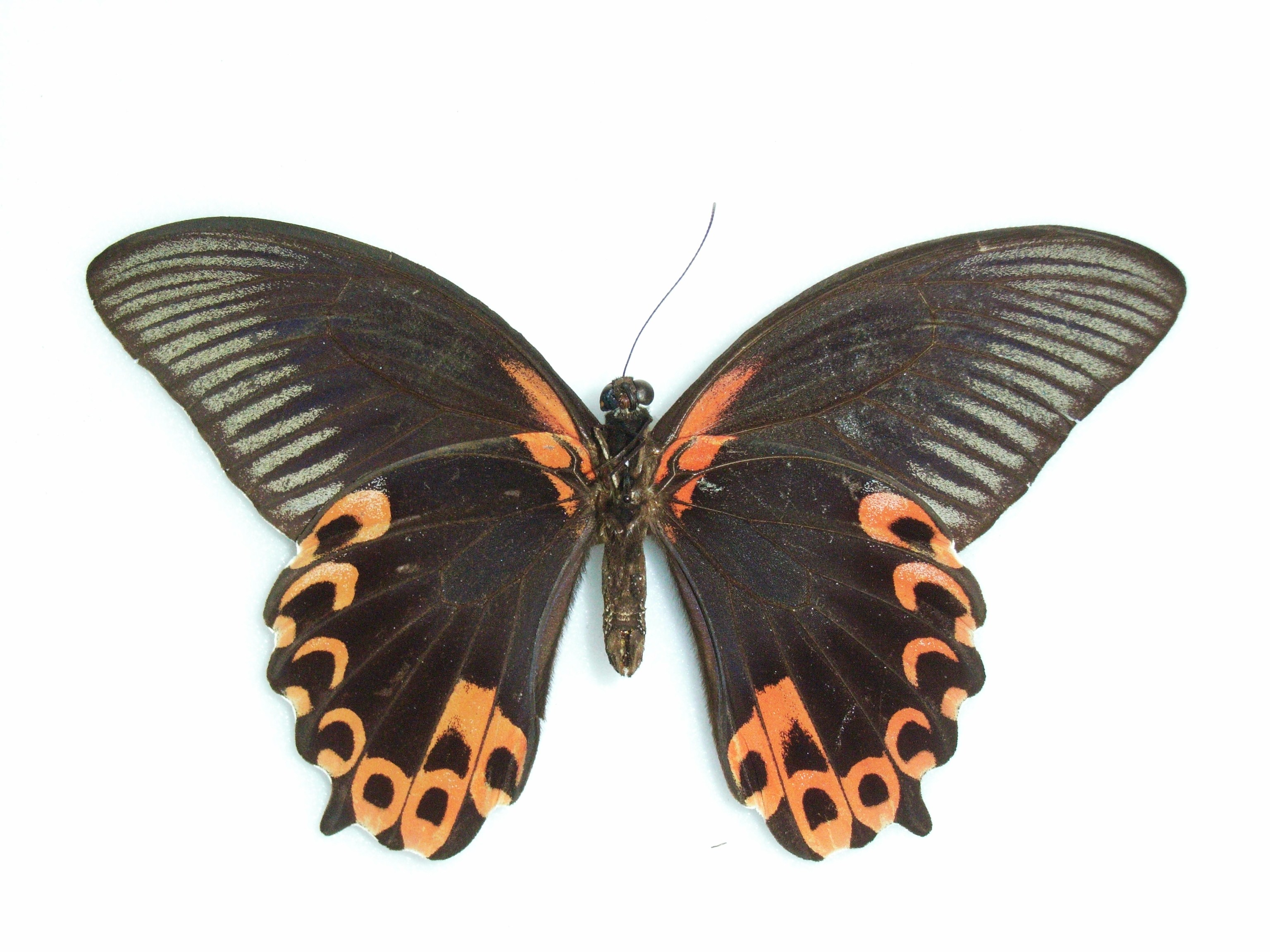
Papilio deiphobus mâle (revers)
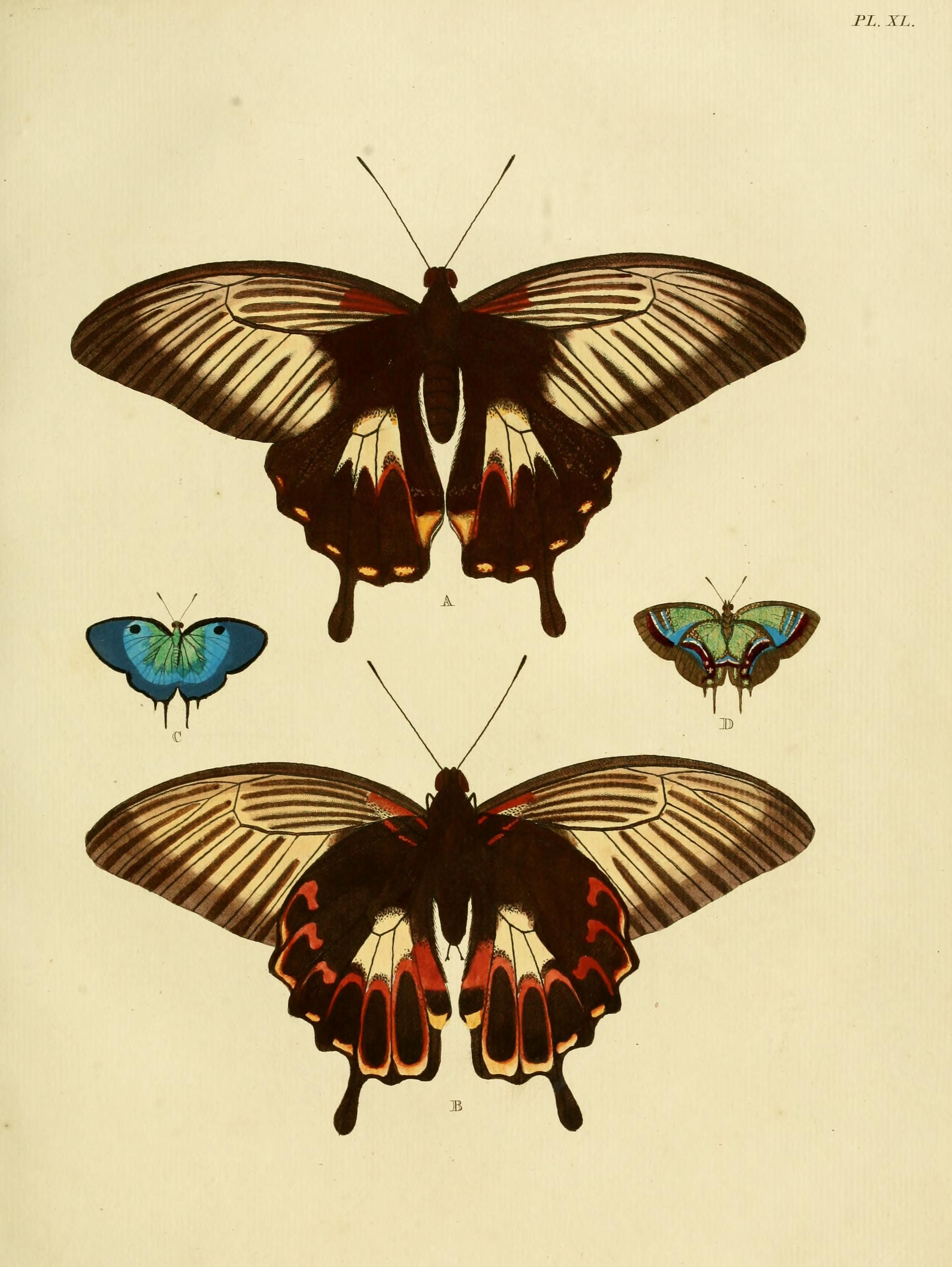
Papilio deiphobus femelle (figure du bas)

## Écologie
L'écologie de cette espèce est mal connue. La sous-espèce rumanzovia utilise comme plante-hôte les genres Atalantia et Citrus.
Les chenilles passent par cinq stades avant de se transformer en chrysalide. Elles consomment leur coquille après l'éclosion puis se nourrissent des feuilles et des pétioles de la plante-hôte. 
Comme toutes les espèces de Papilionides les chenilles possèdent derrière la tête un osmeterium, organe fourchu qu'elles déploient pour faire fuir les prédateurs.

La chrysalide est maintenue tête en haut par une ceinture de soie, comme chez les espèces proches.

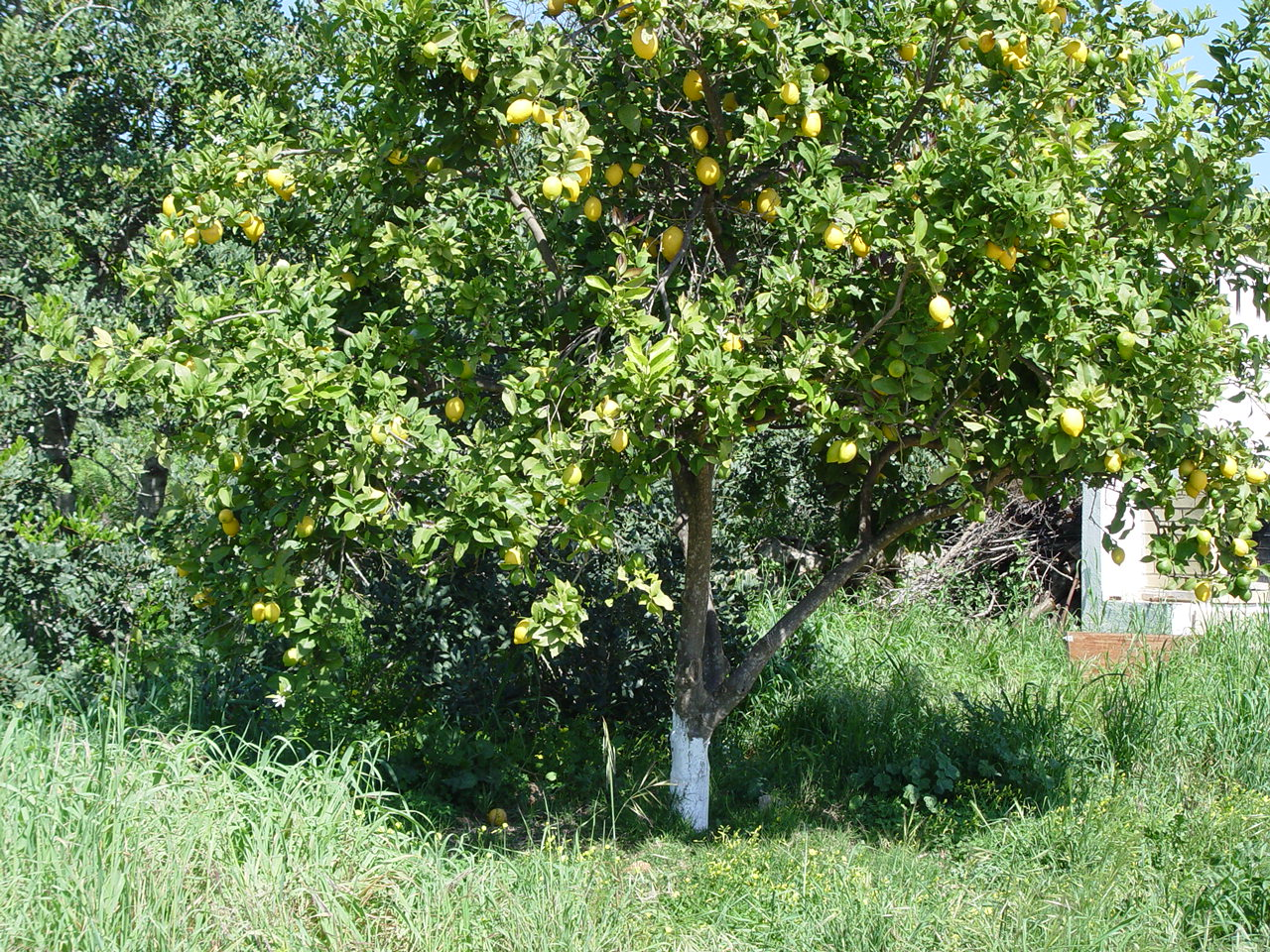
Citrus limon (citronnier), plante-hôte

## Habitat et répartition
Papilio deiphobus vit en Indonésie et aux Philippines (province de Tawi-Tawi), dans l'écozone indomalaise.

## Systématique
Cette espèce a été décrite pour la première fois par Carl von Linné en 1758 dans son Systema naturae. Papilio rumanzovia est considéré par certains auteurs comme une sous-espèce de Papilio deiphobus sous le nom Papilio deiphobus rumanzovia.

### Sous-espèces[3]
- Papilio deiphobus deiphobus : Indonésie (Serang, Ambon, Buru, Obi)
- Papilio deiphobus deiphontes C. & R. Felder, 1864 : Sumatra?, Morotai, Ternate, Halmahera, Bachan
- Papilio deiphobus deipylus C. & R. Felder, 1864 : Waigeo
- Papilio deiphobus tarawakana Page & Treadaway, 1993 : Philippines (Tawi-Tawi)
- Papilio deiphobus rumanzovia Eschscholtz, 1821 : Philippines, Célèbes

## Papilio deiphobuset l'Homme

### Nom vernaculaire
Papilio deiphobus n'a pas de nom vernaculaire en anglais, mais la sous-espèce rumanzovia est appelée en anglais "Red Mormon".

### Menaces et conservation
Papilio deiphobus n'est pas évalué par l'UICN. En 1985 l'espèce était considérée comme peu commune mais ne paraissait pas menacée. A Sulawesi (Célèbes) la sous-espèce rumanzovia ne semble pas menacée.